# Bistum Lanusei
Das Bistum Lanusei (lat.: Dioecesis Oleastrensis, ital.: Diocesi di Lanusei) ist eine auf Sardinien gelegene Diözese der römisch-katholischen Kirche mit Sitz in Lanusei. Sie gehört zur Kirchenprovinz Cagliari in der Kirchenregion Sardinien und ist ein Suffraganbistum des Erzbistums Cagliari. Die Kathedrale ist der Hl. Maria Magdalena geweiht.

## Geschichte
Das Bistum Lanusei wurde am 8. November 1824 als Bistum Ogliastra gegründet. Am 30. September 1986 wurde der Sitz des Bistums nach Lanusei verlegt und das Bistum umbenannt. Papst Franziskus vereinigte das Bistum Lanusei am 9. April 2020 in persona episcopi mit dem Bistum Nuoro. Zum gemeinsamen Bischof wurde der Bischof von Nuoro, Antonio Mura, ernannt, der bereits von 2014 bis 2019 Bischof von Lanusei war.

## Bischöfe
- 1825–1834 Serafino Carchero
- 1834–1838 vakant
- 1838–1844 Giorgio Manurrita
- 1844–1849 vakant
- 1849–1851 Michele Todde
- 1851–1871 vakant
- 1871–1882 Paolo Maria Serci-Serra
- 1882–1893 Antonio Maria Contini
- 1893–1899 Salvatore Depau-Puddu
- 1900–1906 Giuseppe Paderi
- 1906–1910 vakant
- 1910–1923 Emanuele Virgilio
- 1923–1925 Antonio Tommaso Videmari
- 1925–1927 Maurilio Fossati (Apostolischer Administrator)
- 1927–1936 Giuseppe Miglior
- 1936–1937 Giuseppe Cogoni
- 1937–1970 Lorenzo Basoli
- 1974–1981 Salvatore Delogu
- 1981–2014 Antioco Piseddu
- 2014–2019 Antonio Mura
- seit 2020 Antonio Mura (erneut ernannt)

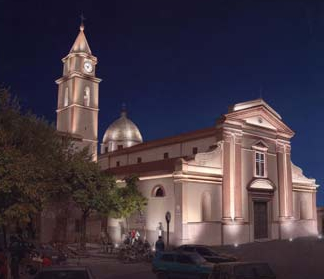
Kathedrale Santa Maria Maddalena